# أمنيشيا: ذا دارك ديسينت
أمنيشيا: ذا دارك ديسينت (فقدان الذاكرة: منحدر الظلام) (بالإنجليزية: Amnesia: The Dark Descent)‏ ، هي لعبة فيديو من نوع رعب البقاء، أنتجت عام 2010م، وتعمل لأنظمة الحواسيب الشخصية فقط مثل لينكس ونظام ويندوز وماك أو إس، وتدور القصة حول بطل الشخصية يدعى دانيال وهو محبوس في قصر كبير ومهجور ويواجه خطر الوحوش ويحاول أن يحل الألغاز بشكل معقد.

## بدء اللعبة
امنيشيا: ذا دارك ديسينت هي لعبة مغامرات من منظور شخص أول مع عناصر رعب للبقاء على قيد الحياة. يتحكم اللاعب في دانيال، الذي يجب عليه التنقل في قلعة بيرنينبريغ مع تجنب المخاطر المختلفة وحل الألغاز. تحتفظ طريقة اللعب بتفاعل الكائن المادي المستخدم في سلسلة بينومبرا، مما يسمح للألغاز والتفاعلات القائمة على الفيزياء مثل فتح الأبواب وآلات التثبيت. يمكن تخزين العناصر الأصغر في قائمة الجرد، بينما يمكن رفع الأشياء الأكبر عن طريق الضغط باستمرار على زر الماوس والضغط أو سحب الماوس. يمكن التلاعب بأشياء مثل الأبواب أو الأذرع باستخدام الماوس بطريقة تحاكي تحريك الكائن المذكور. يمكن تعديل مستوى صعوبة اللعبة قبل بدايتها، ولكن لا يمكن تعديلها بمجرد بدء اللعبة.
بالإضافة إلى المؤشر الصحي، يجب إدارة سلامة العقلانية، التي تتمحور حول ميكانيكي «خائف من الظلام». وفقًا للمصمم توماس جريب، «كانت الفكرة في الأساس أن الظلام نفسه يجب أن يكون عدوًا». يتم تقليل العقلانية من خلال البقاء في الظلام لفترة طويلة جدًا، أو مشاهدة أحداث مقلقة أو النظر مباشرة إلى الوحوش. يتسبب انخفاض العقلانية في حدوث هلوسات بصرية وسمعية وفرصة متزايدة لجذب الوحوش، بينما يؤدي استنفادها الكامل إلى انخفاض مؤقت في الحركة، أو الوفاة في صعوبات أعلى. تساعد مصادر الضوء على استعادة العقلانية، وإذا لم يكن هناك أي منها متاحًا، فقد يستخدم دانيال علبًا صغيرة لإشعال الشموع والمشاعل أو نشر فانوس يحرق الزيت. ومع ذلك، فإن كلا من عدد علب التعبئة وكمية النفط المتاحة كلاهما محدود، حتى في الصعوبات الأعلى.
إذا رأى الوحش دانيال، فسوف يلاحقه حتى يهرب من بصره. ليس لدى دانيال وسيلة لمحاربة الوحوش، لذلك يجب عليه إما تجنب رؤيته أو الهروب. يمكن لدانيال أن يتحمل سوى بضع هجمات من وحش قبل أن يموت، مما سيؤدي إلى تحميل آخر حفظ للعبة. يمكن للاعب استعادة صحة دانيال باستخدام laudanum الموجود طوال اللعبة. يمكن للاعب أن يعوق الوحوش عن طريق إغلاق الأبواب وبناء الحواجز من الأشياء المجاورة. ومع ذلك، يمكن للوحوش تدمير الأبواب والطرق على الأشياء. الاختباء في المناطق المظلمة حيث لن تلاحظ الوحوش أن دانيال فعال أيضًا، ولكنه سيقلل من سلامة دانيال. في الصعوبات الأعلى، ستتحرك الوحوش بشكل أسرع، وتتسبب في المزيد من الضرر والبحث عن دانيال لفترات أطول من الزمن.

## الاستقبال
تلقت امنيشيا: ذا دارك ديسينت مراجعات إيجابية للغاية من النقاد، مع الثناء المستمر على الجو المشؤوم وعناصر الرعب: "من خلال التركيز بشدة على الرؤية والسمع، تقلصت المسافة بين اللاعب واللعبة بشكل جذري. ويعزز ذلك تقنيًا من قبل جون ووكر من استخدام الحجر والورق وشوتجن كما ذهب إلى حد القول "أعتقد أنه من الآمن أن نقول أن امنيشيا هي اللعبة المخيفة الأكثر نجاحًا التي تم إجراؤها". كم أضافه لعبة أمنيشيا إلى أفضل عشرة ألعاب للكمبيوتر الشخصي قائلا: "هناك الكثير من ألعاب" الرعب "المزعومة، هذه اللعبة ليست مزحة. سوف تتأرجح للأمام والخلف وتبكي في وقت قصير".
أظهرت ألعاب الاحتكاك بعض الخوف من المبيعات الأولية للعبة بعد الأسبوع الأول، ولكن تم تشجيعها من خلال المبيعات المستمرة طوال الشهر الأول بعد إصدار اللعبة، بحلول مطلع يناير 2011، أفاد المطور أنه تم بيع ما يقرب من 200.000 نسخة، معلناً رداً على ذلك أنه «مع وجود هذه الأرقام في متناول اليد، يجب أن نعترف أنها تمنحنا ثقة جديدة للكمبيوتر الشخصي». استمرت اللعبة في تحقيق مبيعات وفي يوليو 2011، باعت ما يقرب من 350.000 وحدة. وفي مهرجان الألعاب المستقلة لعام 2011، فازت ذاكرة أمنيشيا بجوائز «التميز في الصوت» و «التميز التقني» جنبًا إلى جنب مع «جائزة Direct2Drive Vision» التي تضمنت جائزة 10,000 دولار.
بعد عام من الإصدار الأصلي من أمنيشيا، كشف المطورون أنهم باعوا حوالي 391,102 وحدة واستمروا في بيع حوالي 6000 وحدة في الشهر. كما أصدروا تفاصيل حول مقدار المال الذي تجنيه كل منصة لهم من خلال تحليل المبيعات من متجرهم عبر الإنترنت، حيث تأتي 70 ٪ من المبيعات من مستخدمي Windows و 15 ٪ من مستخدمي Linux و 15 ٪ أخرى تأتي من مستخدمي Mac OS X ومع ذلك، لاحظ الاحتكاك أن متجرهم كان المكان الوحيد الذي يمكن لأي شخص شراء إصدار لينكس من اللعبة، في حين يمكن شراء إصدارات ماك أو إس ومايكروسوفت ويندوز من مصادر أخرى، مما يعني أن النسبة المئوية الإجمالية لمبيعات Linux أصغر بالفعل مقارنة إلى منصات أخرى مأخوذة بشكل جماعي. مع ملاحظة أن مبيعات Mac OS X الخاصة بهم لم تنخفض من متجرهم الخاص حتى مع اختيار خدمات مثل Steam اللعبة لتلك المنصة، مما يعني أنها لم تسرق العملاء من متجرهم ولكن بدلاً من ذلك فتحت سوقًا جديدًا، فقد قرروا ذلك تقدم حافزًا جيدًا للمتاجر الأخرى لدعم لينكس أيضًا. اعتبارًا من سبتمبر 2012، وصلت اللعبة إلى ما يقدر بـ 1.4 مليون مبيعات.
في عام 2011، صنفت أمنيشيا كأفضل 34 لعبة مغامرات تم إطلاقها على الإطلاق. وفي عام 2015، صنفتها Kotaku باعتبارها ثاني أفضل لعبة رعب في كل العصور، ولم يتم هزيمتها إلا من قبل بي . تي، لكنها انتقلت إلى المرتبة الأولى بعد. تم إزالة PT بواسطة كونامي. في عام 2017، صنفت غيمز رادار أمنيشيا كثالث أفضل لعبة رعب على الإطلاق، على الرغم من أنها في قائمة معدلة لعام 2018، انقلت اللعبة إلى المرتبة 13. وفي عام 2018، The A.V. صنفتها سابع أكبر لعبة رعب على الإطلاق في قائمة مكونة من 35 لعبة.